# SS Op ten Noort

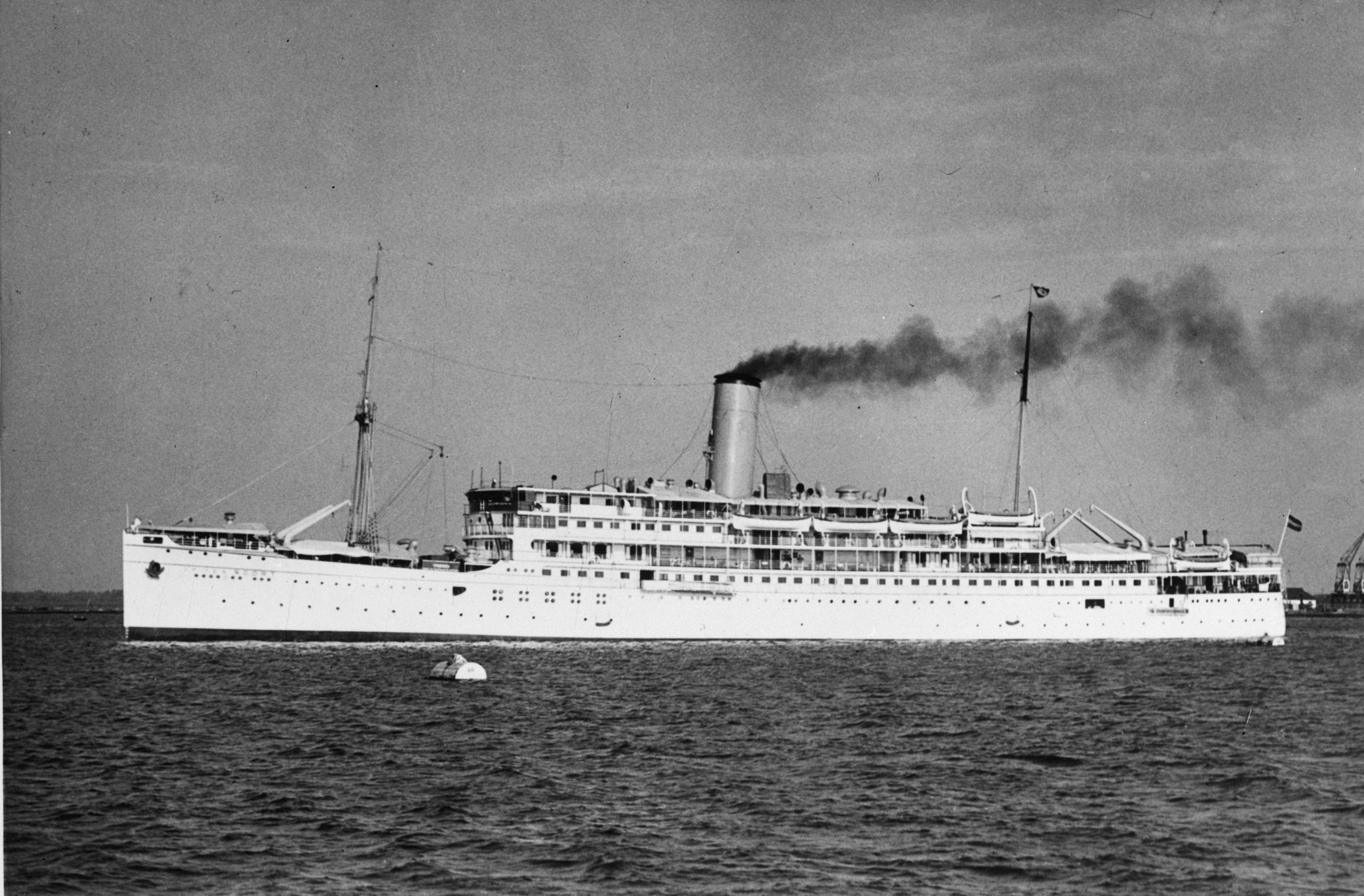
SS Op ten Noort

De SS Op ten Noort was een luxe passagiersschip gebouwd door de Nederlandsche Scheepsbouw Maatschappij in Amsterdam, Nederland en voltooid in 1927. Het schip is gebouwd voor en eigendom van Koninklijke Paketvaart Maatschappij. De naam komt van L.P.D. op ten Noort, de eerste directeur van de Koninklijke Nederlandse Paketvaart. In december 1941 werd ze een hospitaalschip van de Koninklijke Marine. Kort na de afbouw stal het Japanse rijk het schip en noemde het vervolgens Tenno Maru. Om de oorlogsmisdaden te verdoezelen tegen het schip en haar medische bemanning, aan het einde van de oorlog, werd ze op 17 augustus 1945 tot zinken gebracht. Voordat ze haar tot zinken bracht, werd ze opnieuw omgedoopt tot Hikawa Maru No.2, naar de Hikawa-schrijn, Saitama.

## Nederlands-Indië
Als luxe passagiersschip werd de Op ten Noort ingezet in het toenmalige Nederlands-Indië, het huidige Indonesië. Het hoofdkantoor van de Koninklijke Paketvaart Maatschappij bevond zich op dat moment op Java. Op ten Noort vervoerde zowel passagiers als vracht op de zeer winstgevende routes. Op 9 november 1927 had ze haar eerste reis. Haar route in 1927 was van Singapore naar Bangkok naar Saigon naar Manilla naar het Maluku-eiland naar Bali naar Jakarta. Na een paar jaar veranderde de route: van Batavia naar Muntok naar Belawan naar het regentschap Deli Serdang. De Op ten Noort had een zusterschip, de SS Plancius, dat ook in de Stille Zuidzee opereerde. Veertien jaar lang bediende ze deze steden als een luxe schip. De 130 eerste klas hutten hadden de beschikking over lounges, bars, rookruimte en een tropische veranda. De Op ten Noort beschikte over twee luxe hutten voor de allerrijksten, 76 hutten voor 130 eerste klasse passagiers en 18 hutten voor 52 tweede klasse passagiers. De tussendekken waren ingericht voor het vervoer van ruim 2.000 dekpassagiers, maar waren ook geschikt voor het vervoer van paarden.

## Tweede Wereldoorlog
Met het uitbreken van de Tweede Wereldoorlog werd de SS Op Ten Noort in december 1941 overgenomen door de Koninklijke Nederlandse Marine toen ze aanmeerde in Jakarta. Daar werd ze omgebouwd tot een hospitaalschip. Ze was helemaal wit geverfd met enorme rode kruisen. De Nederlandse regering heeft op de Zweedse ambassade in Tokio officieel verslag uitgebracht aan het Japanse ministerie van Buitenlandse Zaken over de wijzigingen in SS Op Ten Noort. Ze was nu een operationeel hospitaalschip en zou dus geen deel uitmaken van de oorlogsinspanning, dat wil zeggen dat ze geen wapens of actieve troepen zou vervoeren. Op 4 februari 1942 erkent het Japanse ministerie van Buitenlandse Zaken en het ministerie van Marine de statuswijziging van de Op Ten Noort via de Zweedse ambassade. Op 21 februari 1942, nu voltooid, vertrok ze voor haar eerste reis om gewonde geallieerden te helpen. Maar slechts een paar uur buiten de haven werd de Op Ten Noort gebombardeerd door het Japanse rijk in de Javazee. Een chirurg en drie verpleegsters werden gedood, elf raakten zwaargewond. De Nederlandse regering stuurde via de Zweedse ambassade een krachtig protestbericht tegen het bombardement naar Japan. Na reparaties werd ze op 28 februari 1942 gevorderd door de Japanse torpedobootjager Amatsukaze en de Japanse torpedobootjager Murasame nabij het vulkaaneiland Bawean, waardoor haar reddingswerk opnieuw werd stopgezet. Japanners dwongen haar bemanning om krijgsgevangenen van hun bondgenoten te vervoeren naar Japanse krijgsgevangenkampen. De eerste krijgsgevangenenbeweging was die van 59 krijgsgevangenen van de USS Perch die zich op de Japanse torpedobootjager Ushio bevonden. Eind maart 1942 had ze 970 krijgsgevangenen, de meesten waren van de 800 overlevenden van HMS Exeter die op 1 maart 1942 zonk. De krijgsgevangenen werden in zeer slechte omstandigheden vastgehouden en kregen slechts een kopje rijst per dag te eten, Op ten Noort werd wat men noemt een Japans helleschip. Op 20 december 1942 werd ze omgedoopt tot de Tenno Maru, een officieel Japans hospitaalschip. De Nederlandse scheepsbemanning werd van het schip gehaald en werden krijgsgevangenen in kamp Myoshi, nabij Yokohama. Japan had de Vredesconferentie van Den Haag van 1907 ondertekend waarin stond dat het aanvallen van een hospitaalschip een oorlogsmisdaad is.
Toen de oorlog ten einde liep, werd het schip in oktober 1944 veranderd. Er werd een tweede dummy-schoorsteen toegevoegd om haar 'te verbergen'. Ze werd omgedoopt tot de Hikawa Maru No.2. Ze heeft zowel als hospitaalschip gediend als oorlogsvracht vervoerd. Voor het laatste deel van 1944 en in 1945 reisde ze vanuit Singapore en Manilla met een lading geplunderd goud en andere waardevolle Japanse veroveringen. De weken voordat Japan zich overgaf, arriveerde ze in Japan met goud, platina, diamanten en edelstenen. Op 15 augustus 1945 kondigden de Japanners officieel de overgave aan. Om de oorlogsmisdaden te verdoezelen en de gestolen buit te verbergen, werd het schip op 17 augustus 1945 bij Wakasabaai in 120 meter diep water tot zinken gebracht. Twee explosieve ladingen van 328 pond werden in de bodem van de romp geplaatst en met afstandsbedieningen tot ontploffing gebracht om het schip tot zinken te brengen.

## Na de oorlog
Nederland dacht dat de Op Ten Noort als Tenno Maru bij Makassar door een zeemijn zonk, niet op de hoogte van omdoping naar Hikawa Maru No.2. In 1953 diende de Nederlandse regering een claim van 700 miljoen yen in tegen de Japanse regering voor compensatie. Na jaren van gesprekken werd uiteindelijk in 1978 100 miljoen yen ($ 500.000) betaald aan de Nederlandse regering. Informatie over de buit in het scheepswrak is niet openbaar.
In 2017 werd het wrak Op Ten Noort gevonden en maakte de Japanse omroep NHK een documentaire over het schip.

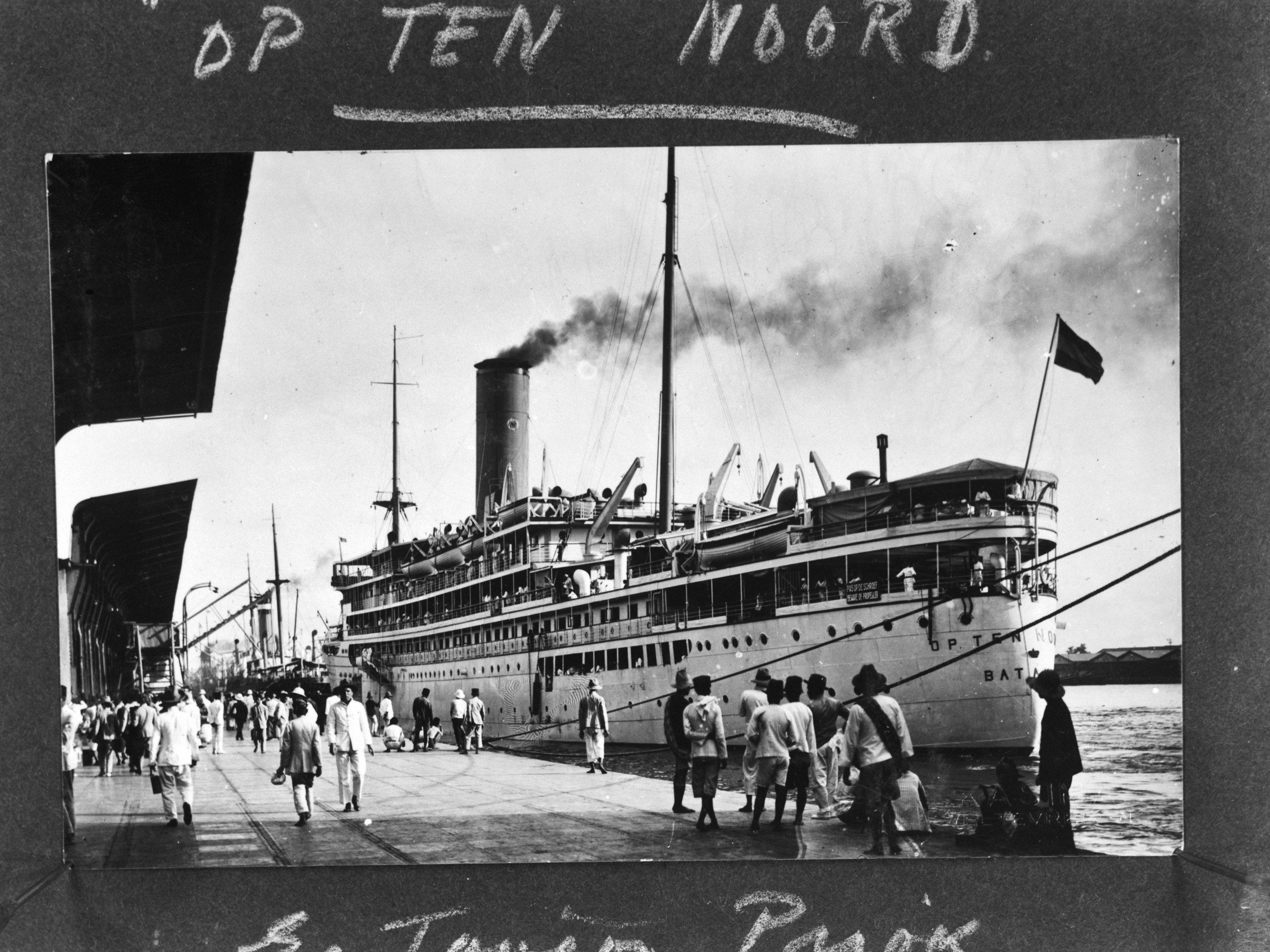
SS Op ten Noort in 1931 in Tanjung Priok
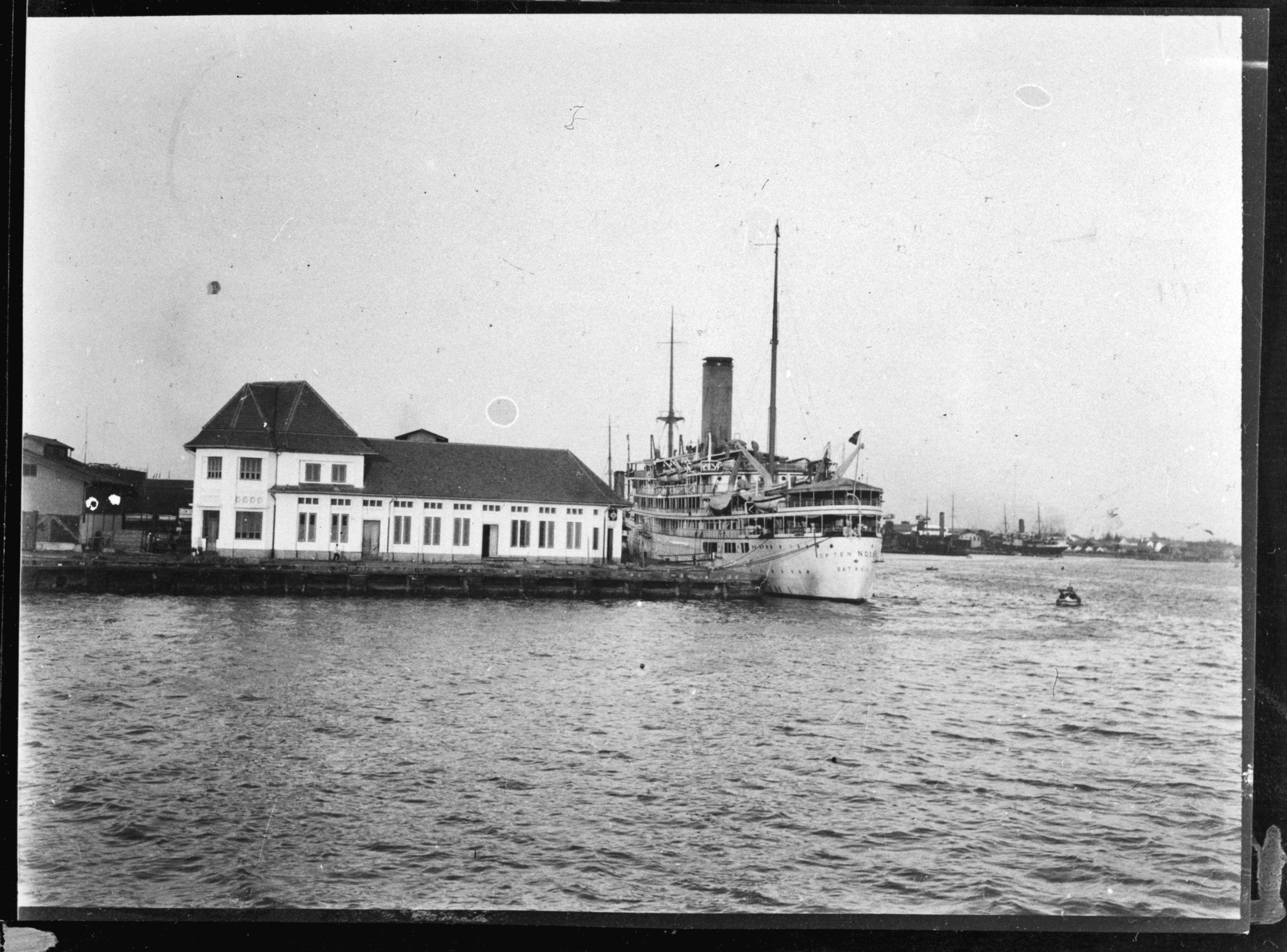
SS Op ten Noort als passagiersschip van de Koninklijke Paketvaart Maatschappij in de haven van Soerabaja
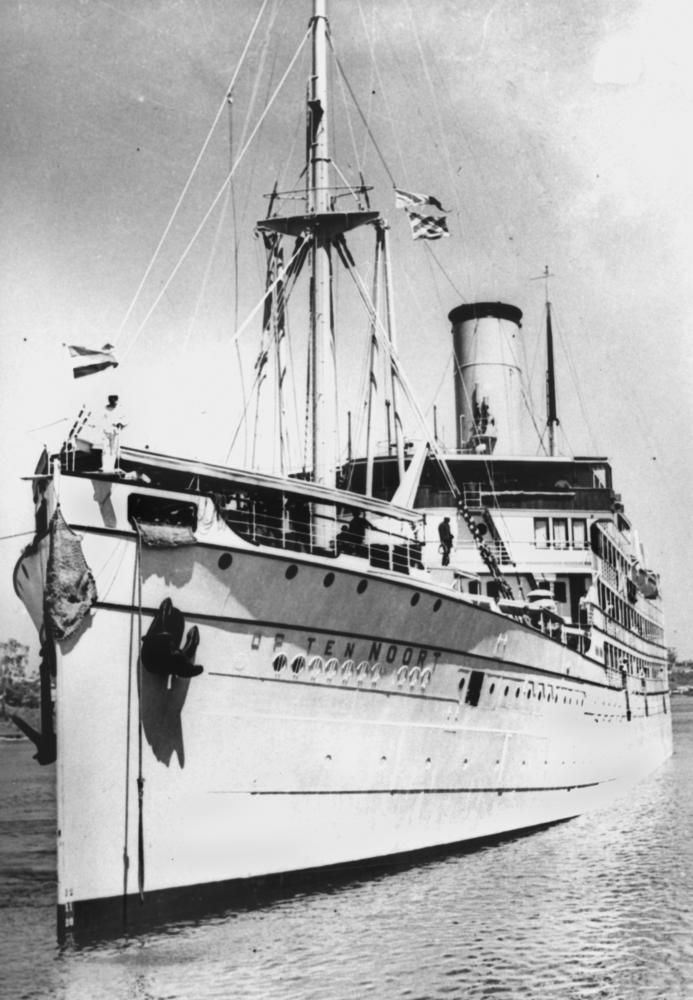
SS Op ten Noort
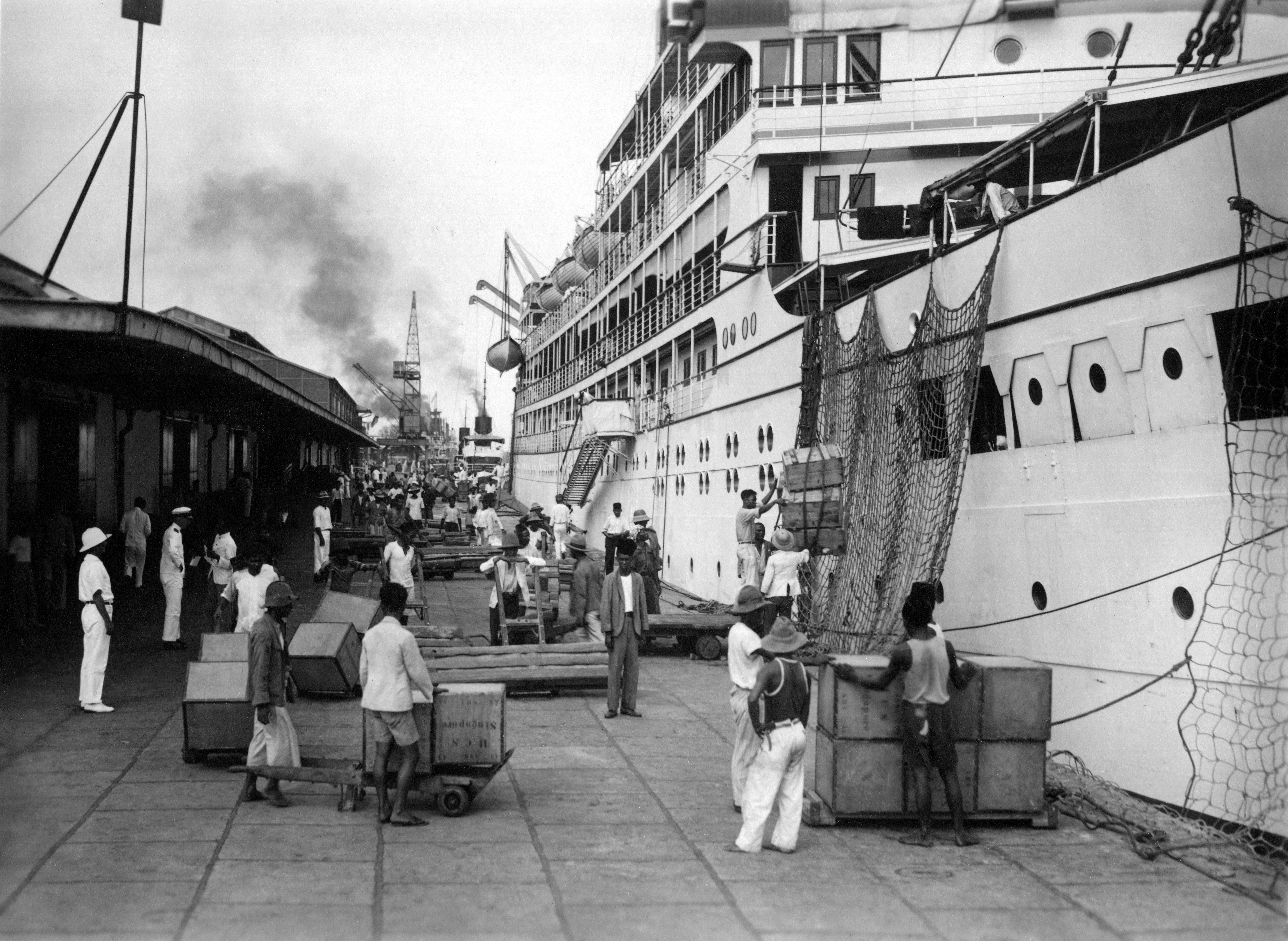
SS op ten Noort (KPM)